# Terence Weber
Terence Weber (Geyer, 24 settembre 1996) è un combinatista nordico tedesco.

## Biografia
Attivo in gare FIS dal febbraio del 2011, Weber ha esordito in Coppa del Mondo il 5 dicembre 2015 a Lillehammer (17º) e ai Campionati mondiali a Seefeld in Tirol 2019, dove è stato 25º nel trampolino normale. Il 29 febbraio 2020 ha ottenuto a Lahti il primo podio in Coppa del Mondo (2º). Ai Mondiali di Oberstdorf 2021 ha vinto la medaglia d'argento nella gara a squadre dal trampolino normale e il 27 novembre dello stesso anno ha conquistato a Kuusamo la prima vittoria in Coppa del Mondo.
Si è qualificato ai Giochi olimpici invernali di Pechino 2022, ma non appena arrivato in Cina è risultato positivo ad un test COVID-19, assieme al compagno di nazionale Eric Frenzel. Ha dovuto quindi isolarsi e saltare la gara del trampolino normale.

## Palmarès

### Mondiali
- 1 medaglia:
  - 1 argento (gara a squadre dal trampolino normale a Oberstdorf 2021)

### Mondiali juniores
- 5 medaglie:
  - 4 argenti (gara a squadre a Val di Fiemme 2014; gara a squadre a Almaty 2015; 5 km, gara a squadre a Râșnov 2016)
  - 1 bronzo (10 km a Râșnov 2016)

### Coppa del Mondo
- Miglior piazzamento in classifica generale: 8º nel 2022
- 4 podi (1 individuale, 3 a squadre):
  - 1 vittoria (individuale)
  - 2 secondi posti (a squadre)
  - 1 terzo posto (a squadre)

#### Coppa del Mondo - vittorie
| Data             | Località | Nazione   | Trampolino        | Spec.       |
| ---------------- | -------- | --------- | ----------------- | ----------- |
| 27 novembre 2021 | Kuusamo  | Finlandia | Rukatunturi HS142 | IN LH/10 km |

Legenda:

IN = individuale Gundersen

LH = trampolino lungo